# ケヴィン・ポーター
ケヴィン・ポーター (Kevin Porter, 1950年4月17日 - ) はアメリカ合衆国イリノイ州シカゴ出身の元バスケットボール選手。聖フランシス大学出身。ポジションはポイントガード。身長183cm、体重77kg。NBAで4度のアシスト王に輝いた経歴を持つ。
聖フランシス大学卒業後、1972年のNBAドラフトで3巡目全体39位指名でボルティモア・ブレッツに入団。以後、ボルティモア、キャピタル（本拠地はメリーランド州ランドオーバー）、ワシントンと名前を変えていったブレッツで3シーズン過ごした。優秀なパサーだったポーターは1974-75シーズンに平均11.0得点8.0アシストを記録し、最初のアシスト王に輝き、またこのシーズンNBAファイナル進出も経験するが、ゴールデンステート・ウォリアーズの前に敗れている。その後デトロイト・ピストンズ、ニュージャージー・ネッツ、再びピストンズと移籍を繰り返した後、1979-80シーズンに再びブレッツに戻った。キャリアハイはピストンズ時代の1978-79シーズンに記録した15.4得点13.4アシスト（通算1,099アシスト）で、3度目のアシスト王に輝いた。なお当時平均13.4アシストは過去最も高い数字であり、シーズン通算1,000アシストを突破したNBA史上初の選手となった。さらにネッツ時代の1977-78シーズン2月24日のヒューストン・ロケッツ戦では29アシストを記録し、当時のNBA新記録を作った（後にスコット・スカイルズに更新される）。一方でターンオーバーの多い選手でもあり、また1973-74シーズンはリーグで最もファウルをコールされた選手となった。1983年にNBAから引退。
- NBA通算成績
  - 659試合出場
  - 7,645得点（平均15.1得点）
  - 5,314アシスト（平均8.1アシスト）
- 主な業績
  - アシスト王　（1975, 1978, 1979, 1981）
  - 1試合29アシストは歴代2位
  - 史上3人しかいないシーズン通算1,000アシストを突破した選手（他はジョン・ストックトン、アイザイア・トーマス）

NBAを離れてからはフィリピンリーグのトヨタ・カローラズで1年間プレイし、その後シカゴのイェンセン・アカデミー・小学校のバスケコーチを務めた。